# Hopkins (Name)
Hopkins ist ein englischer Personenname, der heute vor allem als Familienname, seltener als Vorname anzutreffen ist. Er stellt eine Variante des Namens Hopkin dar.

## Namensträger

### A
- Abigail Hopkins (* 1968), britische Schauspielerin und Singer-Songwriterin
- Adam Hopkins (* um 1985), US-amerikanischer Jazzmusiker
- Al Hopkins (1889–1932), US-amerikanischer Old-Time-Musiker
- Alan Hopkins (1926–2012), britischer Politiker
- Albert Hopkins (Astronom) (1807–1872), US-amerikanischer Mathematiker, Astronom und Naturphilosoph
- Albert Cole Hopkins (1837–1911), US-amerikanischer Politiker
- Albert J. Hopkins (1846–1922), US-amerikanischer Politiker
- Andrew Delmar Hopkins (1857–1948), US-amerikanischer Insektenkundler
- Anna Hopkins (* 1987), kanadische Filmschauspielerin
- Anthony Hopkins (* 1937), walisischer Schauspieler
- Antony Hopkins (1921–2014), britischer Komponist und Musikschriftsteller
- Arthur John Hopkins (1864–1939), US-amerikanischer Chemiker und Chemiehistoriker

### B
- Ben Hopkins (* 1969), britischer Filmregisseur
- Benjamin F. Hopkins (1829–1870), US-amerikanischer Politiker
- Bernard Hopkins (* 1965), US-amerikanischer Boxer
- Bo Hopkins (1938–2022), US-amerikanischer Schauspieler
- Bruce Hopkins (* 1955), neuseeländischer Schauspieler
- Burt C. Hopkins (* 1954), US-amerikanischer Philosoph

### C
- Caleb Hopkins (1770–1818), US-amerikanischer Offizier
- Cathy Hopkins (* 1953), britische Autorin
- Charles Jerome Hopkins (1836–1898), US-amerikanischer Komponist, Musiklehrer und -förderer
- Chris Hopkins (* 1972), US-amerikanischer Jazzmusiker
- Christian Hopkins (* 1985), US-amerikanischer American-Football-Spieler
- CJ Hopkins (* 1961), US-amerikanischer Autor
- Claude Hopkins (Crazy Fingers; 1903–1984), US-amerikanischer Swing-Musiker
- Claude C. Hopkins (1866–1932), US-amerikanischer Werbetexter
- Clutchy Hopkins, Komponist(en) elektronischer Musik (Pseudonym)

### D
- Daniel Hopkins (* 1977), deutscher Journalist und Reiseschriftsteller
- David W. Hopkins (1897–1968), US-amerikanischer Politiker
- DeAndre Hopkins (* 1992), US-amerikanischer Footballspieler
- Doc Hopkins (1899–1988), US-amerikanischer Musiker
- Duncan Hopkins (* 1967), britisch-kanadischer Jazzmusiker

### E
- Edward Hopkins (1600–1657), englischer Kolonialgouverneur
- Edward Jerome Hopkins (1836–1898), US-amerikanischer Komponist, Musiklehrer und -förderer
- Emma Curtis Hopkins (1849–1925), US-amerikanische Autorin und Religionsgründerin
- Ernest Martin Hopkins (1877–1964), US-amerikanischer Pädagoge

### F
- Francis A. Hopkins (1853–1918), US-amerikanischer Politiker
- Frank Hopkins (1865–1951), US-amerikanischer Cowboy und Distanzreiter
- Fred Hopkins (1947–1999), US-amerikanischer Jazz-Bassist
- Frederick Gowland Hopkins (1861–1947), englischer Mediziner und Biochemiker

### G
- George Henry Evans Hopkins (1899–1973), britischer Entomologe
- George James Hopkins (1896–1985), amerikanischer Art-Director, Kostüm- und Szenenbildner
- George Washington Hopkins (1804–1861), amerikanischer Politiker
- Gerard Manley Hopkins (1844–1889), britischer Lyriker
- Greg Hopkins (* 1946), US-amerikanischer Jazzmusiker und Hochschullehrer

### H
- Harold Hopkins (Physiker) (1918–1994), britischer Physiker
- Harold Hopkins (Schauspieler) (1944–2011), australischer Film- und Fernsehschauspieler
- Harry Hopkins (1890–1946), US-amerikanischer Politiker
- Henry Hopkins Sibley (1816–1886), US-amerikanischer Offizier

### J
- James Hopkins (Fußballspieler, 1876) (1876–??), englischer Fußballspieler (Manchester United)
- James Hopkins (Fußballspieler, 1901) (1901–1943), nordirischer Fußballspieler (FC Arsenal)
- James Hopkins (Komponist) (* 1939), amerikanischer Komponist und Musikwissenschaftler
- James Scott-Hopkins (1921–1995), britischer Politiker (Conservative Party)
- James Campbell Hopkins (1819–1877), amerikanischer Jurist
- James Herron Hopkins (1832–1904), amerikanischer Politiker
- Jeffrey Hopkins (1940–2024), US-amerikanischer Religionswissenschaftler
- Jennifer Hopkins (* 1981), US-amerikanische Tennisspielerin
- Jermaine Hopkins (* 1973), US-amerikanischer Schauspieler
- John Hopkins (Politiker) (1765–1832), US-amerikanischer Politiker
- John Hopkins (Dirigent) (1927–2013), britisch-australischer Dirigent
- John Hopkins (Drehbuchautor) (1931–1998), britischer Drehbuchautor
- John Hopkins (Journalist) (1937–2015), britischer Journalist, Fotograf und politischer Aktivist
- John Hopkins (Komponist) (* 1949), britischer Komponist
- John Hopkins (Schauspieler) (* 1974), britischer Schauspieler
- John Hopkins (Rennfahrer) (* 1983), englisch-amerikanischer Motorradrennfahrer
- John Patrick Hopkins (1858–1918), US-amerikanischer Politiker, Bürgermeister von Chicago
- Johns Hopkins (1795–1873), US-amerikanischer Geschäftsmann
- Jon Hopkins (* 1979), englischer DJ
- Josh Hopkins (* 1970), US-amerikanischer Schauspieler

### K
- Katie Hopkins (* 1975), britische Journalistin
- Kenyon Hopkins (1912–1983), US-amerikanischer Komponist, Arrangeur und Dirigent
- Kevin Hopkins (* 1961), walisischer Rugby-Union-Spieler

### L
- Larry Hopkins (1933–2021), US-amerikanischer Politiker
- Len Hopkins (1930–2007), kanadischer Politiker
- Lightnin’ Hopkins (1912–1982), US-amerikanischer Bluesmusiker
- Linda Hopkins (1924–2017), US-amerikanische Sängerin
- Lionel Charles Hopkins (1854–1952), britischer Sinologe

### M
- Mark Hopkins (Theologe) (1802–1887), US-amerikanischer Theologe und Hochschullehrer
- Mark Hopkins (Unternehmer) (1813–1878), US-amerikanischer Eisenbahnunternehmer
- Mark Hopkins (Tennisspieler) (* 1970), australischer Tennisspieler
- Mary Frances Sherwood Hopkins Searles (1818–1891), US-amerikanische Mäzenin
- Matthew Hopkins (1621–1647), englischer Hexenfinder, siehe Hexenfinder
- Mel Hopkins (1934–2010), walisischer Fußballspieler
- Michael Hopkins (Architekt) (1935–2023), britischer Architekt
- Michael J. Hopkins (* 1958), US-amerikanischer Mathematiker
- Michael S. Hopkins (* 1968), US-amerikanischer Astronaut
- Mike Hopkins (Baseballspieler) (1872–1952), US-amerikanischer Baseballspieler schottischer Herkunft
- Mike Hopkins (Basketballspieler) (* um 1970), US-amerikanischer Basketballspieler
- Mike Hopkins (Tontechniker) (1959–2012), neuseeländischer Tontechniker
- Miriam Hopkins (1902–1972), US-amerikanische Schauspielerin

### N
- Nancy Hopkins (* 1943), US-amerikanische Molekularbiologin und Hochschullehrerin
- Natascha Hopkins (* 1978), US-amerikanische Stuntfrau und Schauspielerin
- Nathan T. Hopkins (1852–1927), US-amerikanischer Politiker
- Neil Hopkins (* 1977), US-amerikanischer Schauspieler
- Nelson K. Hopkins (1816–1904), US-amerikanischer Jurist und Politiker
- Nicky Hopkins (1944–1994), britischer Rockmusiker

### P
- Patty Hopkins (* 1942), britische Architektin
- Peggy Hopkins Joyce (1893–1957), US-amerikanische Schauspielerin
- Peter Hopkins (* 1955), US-amerikanischer Maler

### R
- Rachel Hopkins (* 1972), britische Politikerin
- Rich Hopkins (* 1958), US-amerikanischer Musiker
- Richard Hopkins (* 1954), australischer Sprinter
- Richard Joseph Hopkins (1873–1943), US-amerikanischer Jurist und Politiker
- Rob Hopkins (* 1968), britischer Autor und Umweltaktivist
- Robert Hopkins (Fußballspieler) (* 1961), englischer Fußballspieler
- Robert E. Hopkins (1886–1966), US-amerikanischer Drehbuchautor
- Roswell Hopkins (1757–1829), US-amerikanischer Politiker und Richter
- Ryan Nugent-Hopkins (* 1993), kanadischer Eishockeyspieler

### S
- Sam Hopkins (1912–1982), US-amerikanischer Blues-Sänger und -Gitarrist, siehe Lightnin’ Hopkins
- Samuel Hopkins (Theologe) (1721–1803), US-amerikanischer Theologe
- Samuel Hopkins (Erfinder) (1743–1818), US-amerikanischer Erfinder
- Samuel Hopkins (Politiker) (1753–1819), US-amerikanischer Politiker
- Samuel I. Hopkins (1843–1914), US-amerikanischer Politiker
- Samuel M. Hopkins (1772–1837), US-amerikanischer Politiker
- Sherburne Gillette Hopkins (1868–1932), US-amerikanischer Jurist
- Stephen Hopkins (Siedler) (um 1582–1644), englischer Gerber und Händler, Passagier der „Mayflower“
- Stephen Hopkins (Politiker) (1707–1785), amerikanischer Politiker
- Stephen Hopkins (Musiker), englischer Musiker
- Stephen Hopkins (Regisseur) (* 1958), amerikanischer Regisseur
- Stephen T. Hopkins (1849–1892), amerikanischer Politiker
- Sophie Hopkins (Sophie Lisa Hopkins; * 1990), britische Schauspielerin

### T
- Telma Hopkins (* 1948), US-amerikanische Sängerin und Schauspielerin
- Thelma Hopkins (1936–2025), britische Leichtathletin
- Thomas Hopkins (Leichtathlet, 1982) (* 1982), britischer Leichtathlet
- Thomas Hopkins (Leichtathlet, 1991) (* 1991), US-amerikanischer Leichtathlet
- Thomas Hopkins (Turner) (1903–1983), Kunstturner
- Thurston Hopkins († 2014), britischer Fotojournalist

### V
- Virginia Emerson Hopkins (* 1952), US-amerikanische Juristin
- Victor Hopkins (1904–1969), US-amerikanischer Radrennfahrer

### W
- Walt Hopkins (* 1985), US-amerikanischer Basketballspieler
- William Hopkins (1793–1866), englischer Mathematiker und Geologe

## Vorname
- Hopkins Holsey (1779–1859), US-amerikanischer Politiker (Demokratische Partei)
- Hopkins L. Turney (1797–1857), US-amerikanischer Politiker (Demokratische Partei)

## Mittelname
- Henry Hopkins Sibley (1816–1886), US-amerikanischer Offizier
- James Hopkins Adams (1812–1861), US-amerikanischer Politiker, Gouverneur von South Carolina
- Joseph Hopkins Millard (1836–1922), US-amerikanischer Bankier und Politiker
- Joseph Hopkins Peyton (1808–1845), US-amerikanischer Politiker
- Thomas Hopkins Gallaudet (1787–1851), US-amerikanischer Geistlicher